# Шон Пертві
Шон Пертві (англ. Sean Pertwee) — англійський актор. Навчався у Теддінгтонській школі та Санберійському коледжі. Відомий ролями капітана Фітцпатріка у п'єсі «Том Джонс», сержанта Веллса у фільмі «Пси-воїни», пілота Сміта у фільмі «Крізь обрій», інспектора Лестрада у серіалі «Елементарно» та батлера Альфреда Пенніворта у серіалі «Ґотем».

## Раннє життя
Пертві народився 4 червня 1964 у Лондоні. Його батько — Джон Пертві — теж був актором, зокрема виконував ролі у таких серіалах як: «Жайворонок військово-морських сил», «Доктор Хто» та «Ворзел Гаммідж» . Навчався у Теддінгтонській школі, що в Лондоні.

## Кар'єра
На початку 1980-х Пертві ввійшов до акторського складу п'єси «Том Джонс» (роль — Капітан Фітцпатрік), основаної на однойменному романі Генрі Філдінга. Покинувши Санберійський Коледж, Пертві проходив акторську підготовку в Театральній школі Брістол Олд Вік, яку закінчив 1986 року.
Протягом наступних трьох років перебував у турне разом із Королівською шекспірівською компанією. 1999 року виконав роль Брута у фільмі «Клеопатра». Разом із Сейді Фрост, Джюд Ло, Джонні Лі Міллер та Еваном МакГрегором став співвласником продюсерської кінокомпанії Natural Nylon, яка припинила свою діяльність 2003 року. Відомий завдяки вмінню різноманітно зображувати смерть, за що в Брістол Олд Вік його навіть називали «найкращим обличчям смерті».
2008 року зіграв роль лікаря Тальбота у фільмі «Судний день». Також актор часто озвучує різні телереклами, документальні фільми та відеоігри (Medieval: Total War, Killzone, Killzone2, Fire Warrior). Ба більше, його голосом заговорив оповідач 4 сезону телешоу «Майстер-шеф: Професіонали», яке стартувало 7 листопада 2011 року.
Шон з'явився й у фільмі жахів під назвою «Диявольські ігри», який побачив світ у жовтні 2010 року. Цього ж року ввійшов до акторського складу фільму жахів «Четвертий рейх». З 2014 року грає роль Альфреда Пенніворта, дворецького, який доглядає за юним Брюсом Вейном (майбутнім Бетменом), у телесеріалі «Ґотем».

## Особисте життя
12 червня 1999 року одружився з візажисткою Жаклін Гемільтон-Сміт. 2001 року у них народилася двійня — Альфред та Гільберт. Пологи були передчасними, тому невдовзі Гільберт помер.

## Фільмографія

### Кіно
| Рік       | Назва                       | Оригінальна назва                  | Роль                   |
| --------- | --------------------------- | ---------------------------------- | ---------------------- |
| 1991      | Подолати Купідона           | Coping with Cupid                  | Пітер                  |
| 1991      | Лондон убиває мене          | London Kills Me                    | -                      |
| 1992      | Леон — свинар               | Leon the Pig Farmer                | Кейт Чодвік            |
| 1993      | Брудний Вікенд              | Dirty Weekend                      | Скромник               |
| 1993      | Свінгери                    | Swing Kids                         | -                      |
| 1994      | Шопінг                      | Shopping                           | Томмі                  |
| 1995      | Синій сік                   | Blue Juice                         | Джей Сі                |
| 1995      | Посвідчення                 | I.D.                               | Мартін                 |
| 1997      | Крізь обрій                 | Event Horizon                      | Пілот Сміт             |
| 1998      | Солдат                      | Soldier                            | Мейс                   |
| 1998      | Мумія: Принц Єгипту         | Tale of the Mummy                  | Бредлі Кортезе         |
| 1998      | Зціпивши зуби               | Stiff Upper Lips                   | Джордж                 |
| 1999      | Клеопатра                   | Cleopatra                          | Брут                   |
| 2000      | П'ять секунд в запасі       | Five Seconds to Spare              | Пірс                   |
| 2000      | Лондонські пси              | Love, Honour and Obey              | Шон                    |
| 2000      | Сім днів до смерті          | Seven Days to Live                 | Мартін Шо              |
| 2001      | Формула 51                  | The 51st State                     | Детектив Вірджіл Кейн  |
| 2002      | Еквілібріум                 | Equilibrium                        | Батько                 |
| 2002      | Пси-воїни                   | Dog Soldiers                       | Сержант Гаррі Г. Веллс |
| 2005      | Гол!                        | Goal!                              | Беррі Ренкін           |
| 2005      | Малюк Боббі                 | The Adventures of Greyfriars Bobby | Дункан Сміті           |
| 2005      | Пророцтво: Повстання        | The Prophecy: Uprising             | Дені Сімонеску         |
| 2005      | Остання висадка             | The Last Drop                      | Сержант Білл МакМіллан |
| 2006      | Ренесанс                    | Renaissance                        | Монтоя                 |
| 2006      | Дикість                     | Wilderness                         | Джед                   |
| 2007      | Небезпечна зупинка          | Dangerous Parking                  | Рей Моліна             |
| 2007      | Гол 2: Життя як мрія        | Goal! 2: Living the Dream…         | Баррі Ранкін           |
| 2007      | Тринадцятий поверх          | Botched                            | Містер Грозний         |
| 2008      | Судний день                 | Doomsday                           | Доктор Тальбот         |
| 2008      | Хроніка мутантів            | Mutant Chronicles                  | Натан Рукер            |
| 2010      | 4.3.2.1                     | 4.3.2.1.                           | Містер Річардс         |
| 2010      | Тільки для звіту            | Just for the Record                | Сенсей                 |
| 2010      | Ультрамарини                | Ultramarines: The Movie            | Брат Протей            |
| 2010      | Диявольські ігри            | Devil's Playground                 | Роб                    |
| 2010      | Небо і земля                | Heaven and Earth                   | -                      |
| 2011      | Четверо                     | Four                               | Детектив               |
| 2011      | Дикий Білл                  | Wild Bill                          | Джек                   |
| 2012      | Дім терпимості              | The Seasoning House                | Горан                  |
| 2012      | Гола бухта                  | Vuosaari                           | Невідомий              |
| 2012      | День св. Георга             | St George's Day                    | Наглядач               |
| 2013      | Вторгнення ззовні           | U.F.O.                             | Трамп                  |
| 2013      | Алан Партрідж: Альфа батько | Alan Partridge: Alpha Papa         | Стів Стаббс            |
| 2013/2014 | Четвертий Рейх              | The 4th Reich                      | -                      |
| 2015      | Виття                       | Howl                               | Водій потягу Тоні      |

### Телебачення
| Рік       | Назва                                              | Оригінальна назва                                   | Роль                       | Примітки                                    |
| --------- | -------------------------------------------------- | --------------------------------------------------- | -------------------------- | ------------------------------------------- |
| 1975      | Біллі Смарт — дитячий цирк                         | Billy Smart's Children's Circus                     | -                          | -                                           |
| 1981      | Ворзель Гаммідж                                    | Worzel Gummidge                                     | Не вказаний у титрах       | Епізод: «The Jumbly Sale»                   |
| 1989      | Пуаро: Король клубів                               | Poirot: The King of Clubs                           | Ронні Оглендер             | -                                           |
| 1990      | Законник                                           | Chancer                                             | Джеймі Дуглас              | -                                           |
| 1990      | Телевізійна програма Гаррі Енфілда                 | Harry Enfield's Television Programme                | -                          | -                                           |
| 1990      | Доказ                                              | Cluedo                                              | Річард Форрест             | Епізод: «Christmas Past, Christmas Present» |
| 1991      | Начальник поліції                                  | The Chief                                           | Дет. Сержант Кевін Паверс  | Епізод: «Епізод 2»                          |
| 1991      | Кларисса                                           | Clarissa                                            | Джон Белфорд               | -                                           |
| 1992      | Віртуальне вбивство                                | Virtual Murder                                      | Метт Ендріс                | Епізод: «Dreams Imagic»                     |
| 1992      | Хроніки молодого Індіани Джонса                    | The Young Indiana Jones Chronicles                  | Капітан Гайнц              | Епізод: «Trenches Of Hell, Частина 2)»      |
| 1992      | Бун                                                | Boon                                                | Девід Кенеді               | Епізод: «Whispering Grass»                  |
| 1992      | Таємниці Рут Ренделл                               | The Ruth Rendell Mysteries                          | Дет. Сержант Баррі Вайн    | 4 епізоди                                   |
| 1992      | Детектив Джек Фрост                                | A Touch of Frost                                    | -                          | Епізод: «Quarry»                            |
| 1993      | Максимум практики                                  | Peak Practice                                       | -                          | Епізод: «Hope to Die»                       |
| 1994      | Кадфаель                                           | Cadfael                                             | Шериф Г'ю Берінгер         | 1 сезон                                     |
| 1996      | Смертельний рейс                                   | Deadly Voyage                                       | Йон Плесін                 | Телефільм                                   |
| 1997      | Тілоохоронці                                       | Bodyguards                                          | Йон Ворелл                 | Головний акторський склад                   |
| 1998      | Макбет                                             | Macbeth                                             | Макбет                     | Телефільм                                   |
| 2000      | Хороші хлопці                                      | Operation Good Guys                                 | -                          | Епізод: «The Leader»                        |
| 2000      | Створення світу                                    | In the Beginning                                    | Ісаак                      | Міні-серіал                                 |
| 2001      | Холодні ступні                                     | Cold Feet                                           | Марк Кубітт                | Сезон 4                                     |
| 2003      | Холодні ступні                                     | Cold Feet                                           | Марк Кубітт                | Сезон 5                                     |
| 2003      | Ходячі мерці                                       | Waking The Dead                                     | Карл Макензі               | 2 епізоди; 3 сезон                          |
| 2003      | Юлій Цезар                                         | Julius Caesar                                       | Тит Лабієн                 | Міні-серіал                                 |
| 2004      | Зашибісь                                           | Bo' Selecta!                                        | Себе                       | Епізод: «Episode Five»                      |
| 2004–2005 | Ведмежий хвіст                                     | A Bear's Tail                                       | Річард Гед                 | 7 епізодів 4 сезону                         |
| 2006      | Місс Марпл Агати Крісті                            | Agatha Christie's Marple                            | Доктор Овен Гріффіт        | Епізод: «The Moving Finger»                 |
| 2006      | Стародавній Рим — Підйом та падіння імперії: Цезар | Ancient Rome–The Rise And Fall Of An Empire: Caesar | Юлій Цезар                 |                                             |
| 2007      | Таємна ядерна зброя                                | Nuclear Secrets                                     | Оповідач                   | Міні-серіал                                 |
| 2007      | Тюдори                                             | The Tudors                                          | Англійський посол в Італії | Епізод': «In Cold Blood»                    |
| 2007      | Коли спокушає зло                                  | When Evil Calls                                     | Прибиральник               | Міні-серіал                                 |
| 2008      | Чесність                                           | Honest                                              | Ед Бейн                    | Головний акторський склад                   |
| 2008      | Не ті двері                                        | The Wrong Door                                      | -                          | Епізод: «The Smutty Aliens»                 |
| 2008      | Скінс                                              | Skins                                               | -                          | Епізод: «Tony»                              |
| 2009      | Закон і порядок: ОК                                | Law & Order: UK                                     | Джош Прітчард              | Епізод: «Vice»                              |
| 2010      | Лютер                                              | Luther                                              | Террі Лінч                 | Епізод: «Епізод 2»                          |
| 2011      | National Geographic: Острови                       | National Geographic: Islands Series                 | Оповідач                   | Кіпр                                        |
| 2011      | Камелот                                            | Camelot                                             | Сер Ектор                  | Сезон 1                                     |
| 2013      | Джо                                                | Jo                                                  | Чарлі                      | 6 епізодів                                  |
| 2013      | Пуаро Агати Крісті                                 | Agatha Christie's Poirot                            | Сер Джордж Стаббс          | Епізод: «Dead Man's Folly»                  |
| 2013      | Пуаро Агати Крісті                                 | Agatha Christie's Poirot                            | Себе                       | Епізод: «Being Poirot»                      |
| 2013      | Смерть в раю                                       | Death in Paradise                                   | Малкольм Павелл            | Епізод: «A Deadly Party»                    |
| 2013–2014 | Елементарно                                        | Elementary                                          | Інспектор Лестрад          | 3 епізоди 2 сезону                          |
| 2013      | (Майже) П'ять Докторів: Перезагрузка               | The Five(ish) Doctors Reboot                        | -                          | -                                           |
| 2014–2019 | Готем                                              | Gotham                                              | Альфред Пенніворт          | Головний акторський склад                   |
| 2014      | Мушкетери                                          | The Musketeers                                      | Сарацин                    | Епізод: «Musketeers Don't Die Easily»       |

### Відеоігри
| Рік  | Назва                               | Роль                  |
| ---- | ----------------------------------- | --------------------- |
| 1996 | The Gene Machine                    | Пірс Фезерстоунго     |
| 2002 | Medieval: Total War                 | Оповідач              |
| 2003 | Primal                              | Джаред                |
| 2003 | Warhammer 40,000: Fire Warrior      | Губернатор Северус    |
| 2003 | Gladiator: Sword of Vengeance       | Інвіктус Трекс        |
| 2004 | Killzone                            | Полковник Грегор Гаха |
| 2008 | Fable II                            | Додаткові голоси      |
| 2009 | Killzone 2                          | Полковник Маель Радек |
| 2010 | Fable III                           | Капітан Сейкер        |
| 2012 | PlayStation All-Stars Battle Royale | Полковник Маель Радек |
| 2014 | Assassin's Creed IV: Black Flag     | Пітер Чемберлейн      |